# Infinity (狄易達EP)
《Infinity》是香港歌手狄易達的第三張EP，是他自《The Second Step》後的第三張EP。這EP本來預計在11月發行，後來順延至12月24日。

## 曲目
1. 明日之謎
  - 作曲：王雙駿，作詞：陳詠謙，編曲：王雙駿
  - 第一主打歌，派台版本經過縮短。
2. 無城
  - 作曲：Matt Wong，作詞：林日曦，編曲：黃尚偉
  - 第四主打歌，在9月6日的無線電視音樂節目《Music Café》首次演唱。[3]
3. 舞士遊記
  - 作曲：陳哲廬，作詞：火火，編曲：陳哲廬
  - 第三主打歌，也是香港電台《DJ生還者．Teen行者》主題曲[4]和永安旅遊廣告主題曲。
4. 半死 
  - 作曲：謝國維，作詞：悠樂，編曲：謝國維
  - 第二主打歌
5. 假使能重頭遇見
  - 作曲：陳奐仁，作詞：楊熙、陳奐仁，編曲：Fergus Chow
  - 第六主打歌，在9月6日的無線電視音樂節目《Music Café》首次演唱。[3]
6. 乘着光影戀愛
  - 作曲：鄧建明、葉肇中，作詞：余紹祺，編曲：鄧建明、葉肇中
  - 第五主打歌，在9月6日的無線電視音樂節目《Music Café》首次演唱。[3]
7. 辣著生命
  - 作曲：李羨穎，作詞：高皓正，編曲：朱俊傑
  - 嵌入於《乘着光影戀愛》音軌之內，「生命農夫 Life Fama」之主題曲，與葉文輝及高皓正合唱，[5]內地電台南方生活廣播「流行南方粵語兒歌大匯」冠軍歌曲[6]。
8. 一種快樂 一種苦[7]
  - 作曲：Kool.G，作詞：Kool.G，編曲：Kool.G
  - 嵌入於《乘着光影戀愛》音軌之內，與賈曉晨合唱，曾收錄在《Just Go》EP中。

## 唱片版本
- CD版

## 音樂錄影帶
| 歌名     | 執導              | 首播日期      | 頻道 | 附註 |
| -------- | ----------------- | ------------- | ---- | ---- |
| 明日之謎 | Jacky @ Concept X | 2011年2月17日 |      |      |
| 半死     | Jacky @ Concept X | 2011年12月8日 |      |      |
| 辣著生命 | Jacky @ Concept X | 2011年12月8日 |      |      |

## 派台歌成績
| 年份 | 歌曲           | 903 | TVB | 997 | RTHK |
| 2010 | 辣著生命       | -   | 3   | 5   | -    |
| 2011 | 明日之謎       | 2   | 1   | 1   | 1    |
|      | 半死           | -   | 2   | 4   | 3    |
|      | 舞士遊記       | -   | -   | -   | -    |
|      | 無城           | -   | -   | -   | -    |
| 2012 | 乘着光影戀愛   | -   | -   | 4   | 1    |
|      | 假使能重頭遇見 | -   | -   | 5   | -    |

內地電台南方生活廣播「流行南方粵語兒歌大匯」：1
(*)表示仍在榜上
粗體表示冠軍歌

## 備註
1. ↑  狄易達在10月於電台節目透露。
2. ↑  狄易達~Infinity - Sky Music （页面存档备份，存于），2011年12月10日 (六) 22:50 (UTC+8)查閱（繁體中文）
3. 1 2 3  Music Café - 每集內容 - 第42集 - 狄易達 - tvb.com#page-1 （页面存档备份，存于），2011年12月10日 (六) 23:05 (UTC+8)查閱（繁體中文）
4. ↑  DJ 生還者．Teen行者 （页面存档备份，存于），2011年12月10日 (六) 23:10 (UTC+8)查閱（繁體中文）
5. ↑  笑容由家開始——生命農夫 （页面存档备份，存于），2011年12月10日 (六) 23:00 (UTC+8)查閱（繁體中文）
6. ↑  http://weibo.com/tongxintingshijie
7. ↑  在宣傳文案中誤作《一種快樂》。